# Station Krosno Turaszówka
Station Krosno Turaszówka is een spoorwegstation in de Poolse plaats Krosno.